# アグリッピナ (ヘンデル)

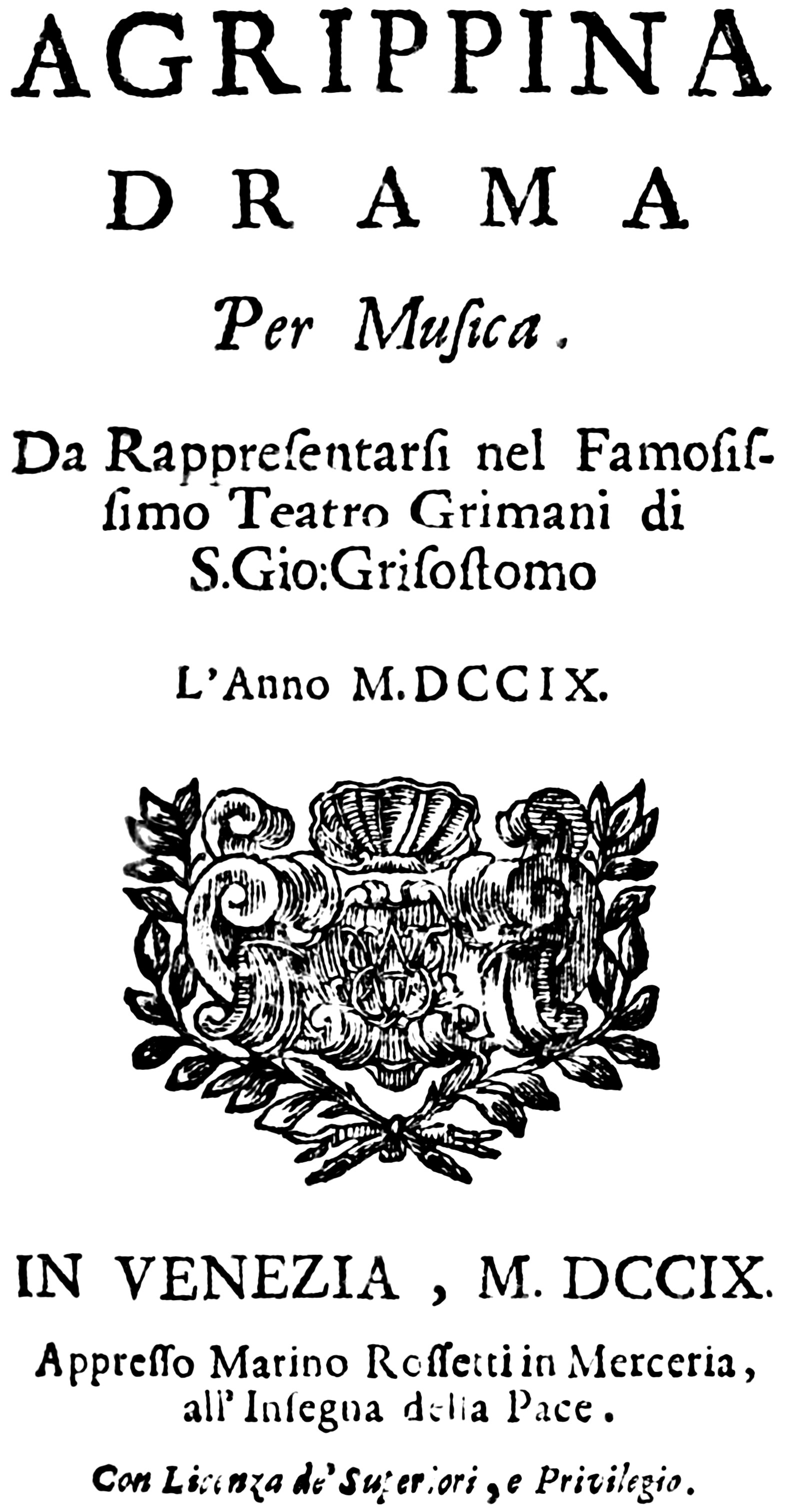
1709年のヴェネツィア上演時のリブレット

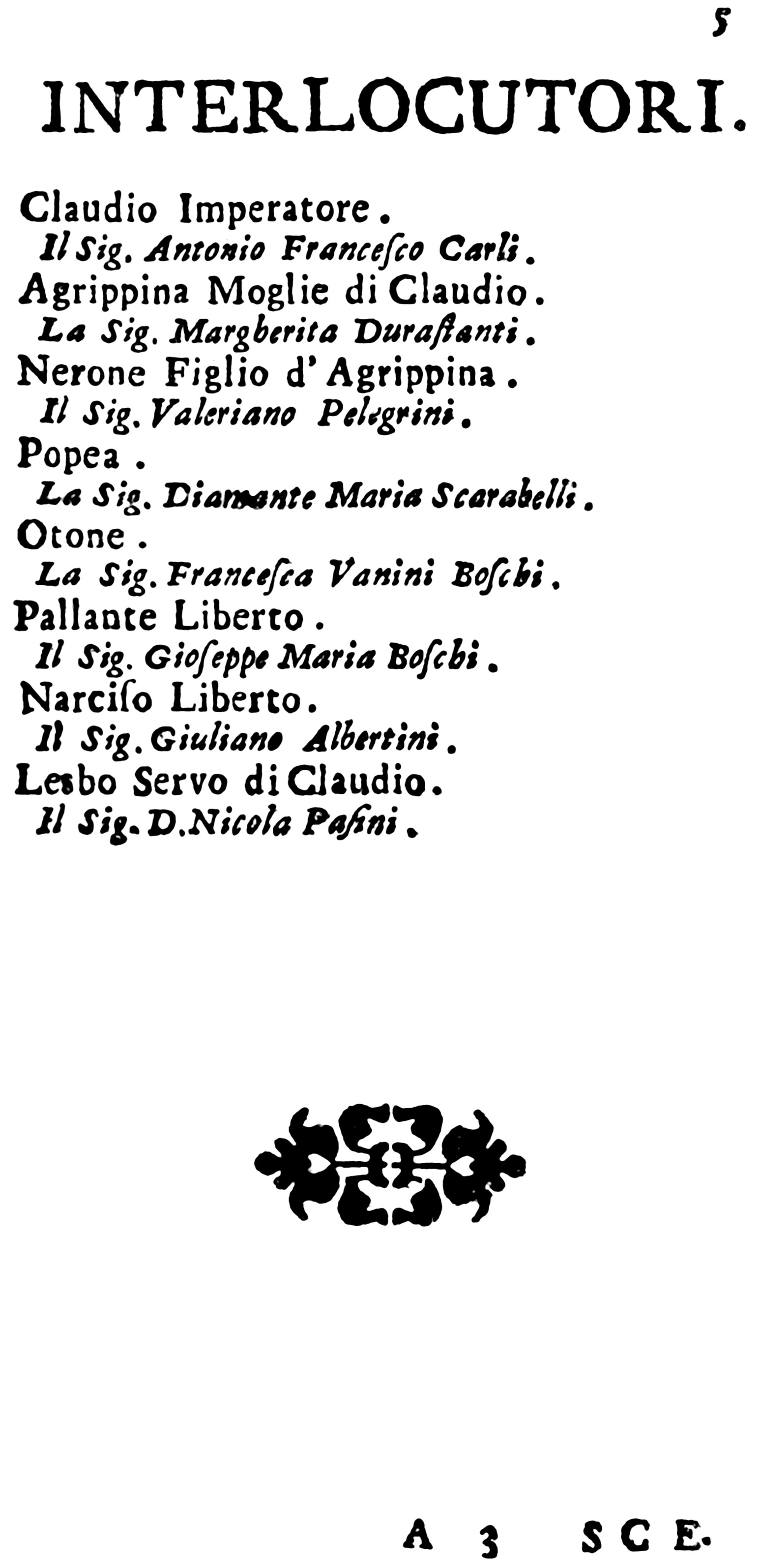
初演時の歌手一覧

『アグリッピナ』（Agrippina）HWV 6は、ゲオルク・フリードリヒ・ヘンデル作曲による3幕のオペラ・セリア。台本は枢機卿ヴィンチェンツォ・グリマーニ。
1709年から1710年のヴェネツィア・カーニバル・シーズン用に作曲され、ネロの母アグリッピナがローマ皇帝クラウディウスを没落させ、息子を皇帝に即位させる話をあつかう。
グリマーニの台本はヘンデル作品では最高傑作とされ、反英雄的な風刺喜劇であり、時事的・政治的当てつけにあふれており、グリマーニのライバルの教皇クレメンス11世を風刺したとする者もいる。
ヘンデルはイタリアへの3年間の滞在の終わりに同作を作曲した。ヴェネツィアのサン・ジョヴァンニ・グリソストモ劇場で1709年12月26日に初演され、すぐに成功を収めた。オープニングの夜から27回連続公演と当時前例のない成功で、多くの批評家の称賛を受けた。
音楽は賞賛されたが、当時の慣習に沿い、その多くは旧作や他の作曲家の作品からの借用であった。
初演以降も本作はたまに再演されていたが、ヘンデルのオペラが18世紀半ばに流行の枠外に落ちると、作品は民衆に忘れられた。20世紀にヘンデルのオペラはドイツで復活し、『アグリッピナ』は英国とアメリカで初演された。本作は近年は革新的な演出で上演され、2007年にはニューヨーク・シティー・オペラとロンドン・コロシアムで上演され、普及した。 
現代の批評家の合意は、「『アグリッピナ』は新鮮さと音楽的発明を持ち、ヘンデルのオペラの最初の傑作であり、ヘンデルのリバイバルの中で最も人気のあるオペラの一つ」というものである。

## 現代リバイバル
2002年に超現代的ステージングでリリアン・グローグがニューヨーク・オペラにおいて上演した。この演出は2007年に改訂され、『ニューヨーク・タイムズ』紙は「変だ。『この私、クラウディウス』の『プロデューサーズ』バージョンみたいなサタイアだ」とし、歌唱・演奏については褒めた。
イギリスでは、イングリッシュ・ナショナル・オペラ（ENO）が2007年2月に英語版をデイヴィッド・マクヴィカー演出で上演し、好評だった。これらの最近の上演は、1997年のガーディナーの録音のように、初演時のカストラートの代わりにカウンター・テナーを使用している。

## 役柄と初演時の声部
初演ではタイトルロールのアグリッピナをマルゲリータ・ドゥラスタンティが歌った。
- アグリッピナ：ソプラノ - ローマ皇帝クラウディオの妻。
- ネローネ（ネロ）：ソプラノ・カストラート - アグリッピナの前夫との子。
- パッランテ（パッラス）：バス - 解放奴隷。
- ナルチーゾ（ナルキッスス）：アルト・カストラート - 解放奴隷。
- レズボ（レスブス）：バス - クラウディオの奴隷。
- オットーネ（オト）：コントラルト - 軍人。
- ポッペア：ソプラノ - オットーネの恋人。
- クラウディオ（クラウディウス）：バス - ローマ皇帝。
- ジュノーネ（ユーノー）：コントラルト - 女神。

## あらすじ

### 第1幕
ブリタンニア遠征で航海中にクラウディオが水難死したという知らせを聞いて皇妃アグリッピナは喜び、パッランテおよびナルチーゾと謀って息子のネローネを帝位につけようとする。いよいよネローネが戴冠するというときになってトランペットと太鼓の音が聞こえ、オットーネがクラウディオの命を助けたことが明らかになる。アグリッピナをはじめとする一同は悔しがるが、表面上は喜んでオットーネを迎える。そうと知らないオットーネはクラウディオが命の恩人である自分に皇帝の位を授けたことを伝え、さらに愛するポッペアと一緒になれるようにアグリッピナに助力を求める。
しかしクラウディオもポッペアのことを愛しており、アグリッピナに隠れてひそかにポッペアに会おうとする。それを知ったアグリッピナは一計を案じ、ポッペアに対して、オットーネがポッペアをクラウディオに与え、それと引き換えに皇帝の位を得た、と嘘をつく。それを信じたポッペアは、アグリッピナに入れ知恵されたとおり、やってきたクラウディオに泣きつき、自分を辱めたオットーネから皇帝の位を剥奪するように頼む。怒ったクラウディオはその通りにすることを誓うが、アグリッピナがこちらへやってくるという知らせをレズボから聞いてあわてふためいて逃げる。

### 第2幕
クラウディオは人々を招集する。オットーネはポッペアに愛を語るが、ポッペアはすげない態度を示す。ファンファーレと合唱に従って現れたクラウディオはオットーネを人々の面前でののしり、命の恩人なので死刑は免ずるが、皇帝の位を剥奪する。ポッペアをはじめとする一同もオットーネを助けてくれず、オットーネはわけのわからないまま絶望する。
ひとり嘆くポッペアのもとにオットーネが現れ、自分は皇帝の位には執着がなく、ほしいのはポッペアだけだと訴える。オットーネとポッペアは、ネローネを帝位につけるためにオットーネから位を剥奪させたアグリッピナの策略に気づく。ポッペアは復讐を誓う。
ポッペアのもとにレズボが現れ、クラウディオが会いたがっていることを告げる。ポッペアはこの誘いを受け入れる。さらにポッペアはネローネも自分の部屋に招く。
いっぽう自分の嘘がばれることを恐れるアグリッピナはクラウディオに対して「オットーネの野望を打ち砕くためにはなるべく早くネローネを帝位につけることが重要だ」と強く主張する。クラウディオは根負けして、今日中にネローネを帝位につけることを約束して去る。アグリッピナの喜びのアリアで幕となる。

### 第3幕
ポッペアのもとにオットーネが訪れるが、ポッペアは彼を隠す。ついでネローネがやってくるが、ポッペアはアグリッピナがやってくるかもしれないとだましてネローネも隠す。三番目にやってきたクラウディオに対して、自分を辱めたのはオットーネではなくネローネだと主張し、その証拠を見せるためにクラウディオを隠してネローネの名を呼ぶ。のこのこ出てきたネローネを見てクラウディオは怒りを爆発させて追い出す。クラウディオが去った後、ポッペアはオットーネを呼び出し、復讐の成功を喜び合う。
事件を知ったアグリッピナはネローネを叱るが、いまや帝位のことだけを考えて、敵となったポッペアのことは思い切るようにさとす。クラウディオがやってきてアグリッピナが自分の不在中にネローネを帝位につけようとしたことを非難するが、アグリッピナは得意の弁舌で反論し、逆にクラウディオを非難する。
クラウディオは全員を集め、ネローネがポッペアの寝室に隠れていたことは自分の目で見た事実だから覆せず、罰としてネローネには帝位を与えないが、かわりにポッペアと結婚させ、オットーネに帝位を与えると宣言する。人々はそれに反論し、オットーネはポッペアがいれば帝位はいらないと主張、ネローネは帝位を求める。クラウディオはようやくこれで誰が何を本心から求めているのかわかったといい、ネローネに帝位を与え、オットーネとポッペアの結婚を認める。最後にクラウディオは結婚の女神ジュノーネを召喚し、婚姻とローマの栄光を歌う合唱で幕となる。

## CD発売
- 1992年 リサ・サッファー、カペラ・サヴァ、サリー·ブラッドショー、ウェンディ·ヒル、ドリュー・ミンター、ニコラス・マゲガン、カペラ・サヴァリア
- 1997年 アラステア・マイルズ、デラ・ジョーンズ、デレク・リー・レイギン、ドナ・ブラウン、マイケル・チャンス、ジョン・エリオット・ガーディナー、イングリッシュ・バロック・ソロイスツ（1991年の演奏）
- 2000年 ギュンター・フォン・カネン、マルガリータ・ジマーマン、クリストファー・ホグウッド（1983年の演奏）
- 2004年 ナイジェル・スミス、ティエリー・グレゴワール、ジャン＝クロード・マルゴワール、ラシャンブル・デュ・ロワ
- 2006年 アンヌ・マリー・クレーメル、マイケル・ハート・デイヴィス、レナーテ・アレンズ、クイリン・デ・ラング、コンソート・アムステルダム（2枚組DVD：チャレンジ・レコード：2004年の演奏）
- 2011年 ジェニファー・リベラ、メータ、マルコス・フィンク、ニール・デイヴィス

## 参照
1. ↑  "Agrippina by George Frideric Handel", vaopera.org (2006). Virginia Opera, Richmond, Va. Retrieved on 5 March 2009.
2. 1 2  Kozinn, New York Times 26 October 2007 Retrieved on 3 March 2009
3. ↑  Maddocks, London Evening Standard 6 February 2007 Retrieved on 3 March 2009
4. ↑  Picard, Anna (2007年2月11日). “Agrippina, The Coliseum, London”. The Independent.  オリジナルの2009年4月18日時点におけるアーカイブ。 2009年3月5日閲覧。
5. ↑  “Handel Operas on BBC Radio3”.   Handel House Museum. 2009年12月19日時点のオリジナルよりアーカイブ。2009年3月4日閲覧。

## 資料
- Bianconi, Lorenzo; and Giorgio Pastelli (1997), Opera Production and its Resources, tr. Lydia G. Cochrane. Chicago University Press, Chicago. ISBN 0-226-04590-0.
- Boyden, Matthew; Nick Kimberley; and Joseph Staines (2007), The Rough Guide to Opera. Rough Guides, London. ISBN 1-84353-538-6.
- Brown, David J (2001), "George Frideric Handel", in The New Penguin Opera Guide, ed. Amanda Holden. Penguin Putnam, New York. ISBN 0-14-051475-9.
- Casaglia, Gherardo. “Agrippina”.   amadeusonline. 2009年10月20日閲覧。
- Dean, Winton (1980). "George Frideric Handel". New Grove Dictionary of Music and Musicians (British special edition), Vol. 8. London: Macmillan. pp. 85–138. ISBN 0-333-23111-2.
- Dean, Winton (1997), Humour with Human Commitment: Handel's "Agrippina". Essay accompanying Philips recording 438 009-2 by Philips Classical Productions.
- Dean, Winton (1988), "Scholarship and the Handel Revival", in Handel Tercentenary Collection, ed. Stanley Sadie and Anthony Hicks. Boydell & Brewer, Rochester, NY. ISBN 0-8357-1833-6.
- Dean, Winton; and J. Merrill Knapp (1995), Handel's Operas, 1704–1726 (Revised edition). Clarendon Press, Oxford. ISBN 0-19-816441-6.
- "George Frideric Handel: Opera Discography", Gfhandel.org. Retrieved on 14 March 2009.
- "George Frideric Handel: Agrippina - libretto di Vincenzo Grimani", Haendel.it. Retrieved on 11 March 2009.
- Grout, Donald J.; and Hermione Weigel (1947), A Short History of Opera Vol. 1. Columbia University Press, New York.
- Hallische Händelausgabe Handel-Haus Retrieved on 22 March 2009
- "Handel, George Frideric" in Encyclopædia Britannica, 15th edition (2002). Encyclopædia Britannica Inc., London, Vol. 5, pp. 678–80. ISBN 0-85229-787-4.
- Handel, George Frideric; and Vincenzo Grimani (1874) "Agrippina: Libretto and Score, Friedrich Chrysander edition". Handel-Gesellschaft, Halle (Germany) Retrieved on 4 March 2009
- Handel, George Frideric; and Vincenzo Grimani (1985), Agrippina: Miniature Score. Alfred Publishing. ISBN 0-7692-6890-0.
- Handel, George Frideric; and Vincenzo Grimani (1950), Agrippina Vocal Score. (Hellmuth Christian Wolff ed.) Barenreiter, Wolfenbüttel-Berlin.
- Hicks, Anthony, "Agrippina" in Grove Music Online. Oxford University Press, Oxford. Retrieved on 3 March 2009. (subscription access)
- Hicks, Anthony (August 1982). "Handel on the London Stage". The Musical Times 123 (1674): p. 530.
- Hogwood, Christopher (1988), Handel. Thames and Hudson, London. ISBN 0-500-27498-3.
- Lang, Paul Henry (1994), George Frideric Handel. Dover Publications, New York. ISBN 0-486-29227-4.
- LaRue, C. Steven (1997), "Handel and the Aria" in The Cambridge Companion to Handel, ed. Donald Burrows. Cambridge University Press, Cambridge. ISBN 0-521-45613-4.
- Kozinn, Alan (16 October 2007), "Pushy Mother Plots to Win Her Son the Top Spot" in The New York Times. Retrieved on 3 March 2009.
- Maddocks, Fiona (6 February 2007), "Handel's dark comedy of passion and intrigue" in the London Evening Standard. Retrieved on 3 March 2009.
- Menahan, Donald (12 February 1985). "The Opera: Agrippina presented at Tully Hall" in The New York Times. Retrieved on 5 March 2009.
- Neef, Sigrid (ed.) (2000), Opera: Composers, Works, Performers (English edition). Könemann, Cologne. ISBN 3-8290-3571-3.
- Picard, Anna (11 February 2007), Agrippina, "The Coliseum, London" in The Independent. Retrieved on 5 March 2009.
- Prout, Ebenezer (February 1884), "Handel's Orchestration (Continued)", in The Musical Times and Singing Class Circular 25 (492): 69–70.
- "Recitative", in Encyclopædia Britannica 15th edition (2002). Encyclopædia Britannica Inc., London. Vol. 9, pp. 977–78. ISBN 0-85229-787-4.
- Sawyer, John E (November 1999). "Irony and Borrowing in Handel's 'Agrippina'". Music and Letters 80 (4): 531–559. (subscription access)
- Warrack, John; and Ewan West (1992), The Oxford Dictionary of Opera. Oxford University Press, Oxford. ISBN 978-0-19-869164-8.

Further reading
- Harris, Ellen T. (ed.) (1989), The Librettos of Handel's Operas (13 vols). Garland Publishing, Inc. ISBN 0-8240-3863-0.
- Meynell, Hugo (1986), The Art of Handel's Operas. The Edwin Mellen Press. ISBN 0-88946-425-1